# Departamentele Nicaraguei

Departamentele Nicaraguăi

Departamentele  Nicaraguei (în spaniolă, departamentos) constituie subdiviziunile teritoriale de ordin întâi ale țării. Departamentele sunt în număr de 15, la care se adaugă două regiuni autonome. Departamentele și regiunile autonome includ, de asemenea, mai multe municipalități din Nicaragua.
Departamentele și regiunele autonome conțin mai multe subdiviziuni de ordin doi, comune și municipalități.
În 1986, noua constituție a țării a recunoscut autonomia departamentului (de atunci) Zelaya, care a inclus partea estică a țării. Departamentul a fost împărțit apoi în două regiuni autonome, administrate de un guvernator și un consiliu regional.

## Lista departamentelor
| #   | Localizare | Steag / Simbol | Departament                                                   | Reședință      | Populație (2005) | Suprafață (km2) | Densitatea populației |
| --- | ---------- | -------------- | ------------------------------------------------------------- | -------------- | ---------------- | --------------- | --------------------- |
| 01. |            |                | Boaco                                                         | Boaco          | 150.636          | 4.177           | 36                    |
| 02. |            |                | Carazo                                                        | Jinotepe       | 166.073          | 1.081           | 154                   |
| 03. |            |                | Chinandega                                                    | Chinandega     | 378.970          | 4.822           | 79                    |
| 04. |            |                | Chontales                                                     | Juigalpa       | 153.932          | 6.481           | 24                    |
| 05. |            |                | Estelí                                                        | Estelí         | 201.548          | 2.230           | 90                    |
| 06. |            |                | Granada                                                       | Granada        | 168.186          | 1.040           | 162                   |
| 07. |            |                | Jinotega                                                      | Jinotega       | 331.335          | 9.222           | 36                    |
| 08. |            |                | León                                                          | León           | 355.779          | 5.138           | 69                    |
| 09. |            |                | Madriz                                                        | Somoto         | 132.459          | 1.708           | 78                    |
| 10. |            |                | Managua                                                       | Managua        | 1.262.978        | 3.465           | 365                   |
| 11. |            |                | Masaya                                                        | Masaya         | 289.988          | 611             | 475                   |
| 12. |            |                | Matagalpa                                                     | Matagalpa      | 469.172          | 6.804           | 69                    |
| 13. |            |                | Nueva Segovia                                                 | Ocotal         | 208.523          | 3.491           | 60                    |
| 14. |            |                | Rivas                                                         | Rivas          | 156.283          | 2.162           | 72                    |
| 15. |            |                | Río San Juan                                                  | San Carlos     | 95.596           | 7.541           | 13                    |
| 16. |            |                | R. A. Costa caraibica settentrionale R. A. = Regiune autonomă | Puerto Cabezas | 314.130          | 33.106          | 10                    |
| 17. |            |                | R. A. a Atlanticului de Sud R. A. = Regiune autonomă          | Bluefields     | 306.510          | 27.260          | 11                    |

## Departamentele statului Nicaragua
Statul Nicaragua este divizat în 15 departamente și două regiuni autonome. 
| #  | Departament                              | Reședința      |                               |
| -- | ---------------------------------------- | -------------- | ----------------------------- |
| 1  | Boaco                                    | Boaco          | Departaments in Nicaragua.png |
| 2  | Carazo                                   | Jinotepe       | Departaments in Nicaragua.png |
| 3  | Chinandega                               | Chinandega     | Departaments in Nicaragua.png |
| 4  | Chontales                                | Juigalpa       | Departaments in Nicaragua.png |
| 5  | Estelí                                   | Estelí         | Departaments in Nicaragua.png |
| 6  | Granada                                  | Granada        | Departaments in Nicaragua.png |
| 7  | Jinotega                                 | Jinotega       | Departaments in Nicaragua.png |
| 8  | León                                     | León           | Departaments in Nicaragua.png |
| 9  | Madriz                                   | Somoto         | Departaments in Nicaragua.png |
| 10 | Managua                                  | Managua        | Departaments in Nicaragua.png |
| 11 | Masaya                                   | Masaya         | Departaments in Nicaragua.png |
| 12 | Matagalpa                                | Matagalpa      | Departaments in Nicaragua.png |
| 13 | Nueva Segovia                            | Ocotal         | Departaments in Nicaragua.png |
| 14 | Rivas                                    | Rivas          | Departaments in Nicaragua.png |
| 15 | Río San Juan                             | San Carlos     | Departaments in Nicaragua.png |
| 16 | Regiunea Autonomă a Atlanticului de Nord | Puerto Cabezas | Departaments in Nicaragua.png |
| 17 | Regiunea Autonomă a Atlanticului de Sud  | Bluefields     | Departaments in Nicaragua.png |

## Alte articole
- Departament
- Nicaragua